# ملكة جمال الأرض 2010
ملكة جمال الأرض 2010، هي مسابقة ملكة جمال الأرض العاشرة في تاريخ مسابقة ملكة جمال الأرض منذ انطلاقتها عام 2001، عقدت المسابقة في 4 ديسمبر 2010 في فينبيرل لاند في نها ترانج، فيتنام. شهد هذا العام تنافس أربعة وثمانون متسابقة من مختلف البلدان والأقاليم على لقب ملكة جمال الأرض 2010. في ختام المسابقة توجت نيكول فاريا من الهند من قبل حاملة اللقب ملكة جمال الأرض لعام 2009 ، توجت لاريسا راموس من البرازيل، كانت أول ملكة جمال الأرض من الهند. تم بث الحدث على الهواء مباشرة بواسطة ستار ورلد وفي تي في وشبكة أي بي إس-سي بي إن و إستديو 23 و القناة الفلبينية والشبكات الشريكة الأخرى. استضاف هذا الحدث أولي بيتيجرو، إلى جانب ماري ديجبي وجنيفر فام مع المغني الرئيسي لفرقة بويزون رونان كيتنغ بصفتها الفنانة المضيفة. قدم المغني الفيتنامي مي لينه خلال العرض.
عملت ملكة جمال الأرض كمتحدث رسمي باسم مؤسسة ملكة الأرض، وبرنامج الأمم المتحدة للبيئة (UNEP) ، والمنظمات البيئية الأخرى.

## النتائج

### المراكز النهائية
| النتائج النهائية                  | المتنافسة |
| --------------------------------- | --- |
| ملكة جمال الأرض 2010              | - الهند - نيكول فاريا |

البلدان والأقاليم المشاركة والنتائج ملكة جمال الأرض 2010

| ملكة جمال الهواء (الوصيفة الأولى) | - الإكوادور - جنيفر بازمينو (استقال من منصبه) |
| ملكة جمال الهواء (الوصيفة الأولى) | - روسيا - فيكتوريا شتشوكينا (مفترضة) |
| ملكة جمال الماء (الوصيفة الثانية) | - تايلاند - واتسابورن واتاناكون |
| ملكة جمال النار (الوصيفة الثالثة) | - بورتوريكو - ييدي بوسكيس |
| أفضل 7                            | - اليابان - مارينا كيشيرا - جنوب أفريقيا - نونديبو دزينجوا - فنزويلا - ماريانخيلا بوناني                                                                                                 |
| أفضل 14                           | - جمهورية التشيك - كارمن خوستوفا - إيطاليا - إيلينيا أرنولفو - هولندا - ديزيريه فان دن بيرغ - أوكرانيا - فالنتينا زهايتنيك - الولايات المتحدة - دانييل باوندز - فيتنام - لوو ثي ديم هونغ |

## الروابط الخارجية
- موقع ملكة جمال الأرض الرسمي
- مؤسسة ملكة جمال الأرض
- مؤسسة ملكة جمال الأرض أطفال أحب كوكبي